# Japan i olympiska vinterspelen 1984
Japan deltog med 39 deltagare vid de olympiska vinterspelen 1984 i Sarajevo. Totalt vann de en silvermedalj.

## Medaljer

### Silver
- Yoshihiro Kitazawa - Skridskor,  500 meter.